# Thuộc địa hóa các thiên thể bên ngoài sao Hải Vương
Freeman Dyson đã đề xuất rằng các thiên thể bên ngoài sao Hải Vương, chứ không phải các hành tinh, là môi trường sống tiềm năng chính của sự sống trong không gian.    Hàng trăm tỷ đến hàng nghìn tỷ vật thể giống như băng sao chổi tồn tại bên ngoài quỹ đạo của sao Hải Vương, trong vành đai Kuiper và  bên trong và bên ngoài đám mây Oort. Chúng có thể chứa tất cả các thành phần cho sự sống (nước đá, amonia và các hợp chất giàu carbon), bao gồm một lượng đáng kể deuteri và heli-3. Kể từ đề xuất của Dyson, số lượng thiên thể bên ngoài sao Hải Vương được biết đến đã tăng lên rất nhiều.
Người di cư có thể sống trong lớp vỏ băng hoặc lớp phủ của hành tinh lùn, sử dụng nhiệt hạch hoặc nhiệt địa nhiệt    và khai thác đại dương mềm băng hoặc lỏng bên trong để thu thập các chất bay hơi và khoáng chất. Với trọng lực nhẹ và dẫn đến áp suất thấp hơn trong lớp phủ băng hoặc đại dương bên trong, việc xâm chiếm bề mặt ngoài của lõi đá có thể mang lại cho di dân số lượng lớn nhất các tài nguyên khoáng sản và chất bay hơi cũng như cách ly chúng khỏi thời tiết lạnh.    Môi trường sống hoặc các mái vòm là một khả năng khác, vì mức độ bức xạ nền có khả năng là thấp. 
Di dân tới các thiên thể như vậy như vậy cũng có thể xây dựng môi trường sống luân phiên hoặc sống trong những không gian đào và thắp sáng chúng bằng lò phản ứng nhiệt hạch trong hàng ngàn đến hàng triệu năm trước khi tiếp tục.  Dyson và Carl Sagan hình dung rằng loài người có thể di chuyển đến các hệ sao lân cận, có các đám mây tương tự, bằng cách sử dụng các vật thể tự nhiên như các con tàu giữa các vì sao với nguồn tài nguyên thiên nhiên đáng kể; và rằng các thuộc địa giữa các vì sao cũng có thể đóng vai trò là trạm trung chuyển cho các tàu giữa các vì sao nhanh hơn, nhỏ hơn. Ngoài ra, Richard Terra đã đề xuất sử dụng các vật liệu từ các vật thể trên đám mây Oort để xây dựng các mảng thu thập ánh sáng sao lớn cho môi trường sống, do đó tạo ra một cộng đồng đám mây Oort về cơ bản độc lập với nguồn cung cấp nhiên liệu trung tâm và sao chính của nó.